# Neil Postman
Neil Postman (8 de marzo de 1931 - 5 de octubre de 2003) fue un sociólogo y crítico cultural estadounidense. Fue discípulo de Marshall McLuhan, director del Departamento de Cultura y Comunicación de la Universidad de Nueva York, y profesor de Ecología de los medios o Media Ecology.

## Biografía
Postman nació y pasó la mayor parte de su vida en Nueva York. En 1953, se graduó en la Universidad Estatal de Nueva York en Fredonia, donde jugaba al baloncesto. En el Teachers Collage de la Universidad de Columbia, obtuvo un grado de maestría en 1955 y un grado de Doctor en Educación en 1958. 
Comenzó a impartir clases en la Universidad de Nueva York (NYU) en 1959. En 1971, fundó un programa de postgrado en ecología de los medios en la Escuela Steinhardt de Educación, originalmente conocido como SEHNAP de la Facultad de Educación, Enfermería de Salud, y Artes Oficios, de la Universidad de Nueva York . En 1993 fue nombrado profesor de la Universidad, el único en la Facultad de Educación, y fue presidente del Departamento de Cultura y Comunicación hasta el 2002. Entre sus estudiantes estaban los autores Paul Levinson, Joshua Meyrowitz, Jay Rosen, Lance Strate, Janet Sternberg y Dennis Smith. Postman murió de cáncer de pulmón en Flushing, Queens, el 5 de noviembre de 2003.
Como teórico de la educación y escritor, Postman está estrechamente relacionado con otros críticos y comentaristas como John Holt, Ivan Illich, Paul Goodman, George Dennison, Jonathan Kozol, Herbert Kohl, James Herndon, Charles E. Silberman, John Taylor Gatto y otros.

## Obras
Escribió 18 libros, además de más de 200 artículos para revistas y periódicos como The New York Times Magazine, The Atlantic Monthly, Harper's, Time Magazine, The Saturday Review, The Harvard Education Review, The Washington Post, Los Angeles Times, Stern, y Le Monde. Fue el editor de la revista ETC: Revisión de la Semántica General desde 1976 hasta 1986. También fue miembro del consejo editorial de The Nation. A pesar de sus preocupaciones sobre la televisión y el papel de la tecnología en la sociedad, Postman no solo produjo libros, sino que también usó la televisión como medio para promover sus ideas. Apareció en numerosas entrevistas de televisión, y en 1976 impartió un curso para la NYU en el programa de la CBS-TV,  Sunrise Semester, llamado Comunicación: El Medio Ambiente Invisible.
- The disappearance of childhood (agosto de 1982).
- Amusing ourselves to death: public discourse in the age of showbusiness (Traducido en español con el título Divertirse hasta morir, noviembre de 1986).
- The end of education: redefining the value of school (noviembre de 1986).
- Teaching as a subversive activity (septiembre de 1971).
- Conscientious objections: stirring up trouble about language, technology, and education (marzo de 1992).
- How to watch TV news (septiembre de 1992).
- Technopoly: the surrender of culture to technology (abril de 1993) (Publicado en español por Ediciones El Salmón en 2018 bajo el título Tecnópolis. La rendición de la cultura a la tecnología).
- Building a bridge to the eighteenth century: how the past can improve our future (octubre de 1999).

### Amusing ourselves to death
Literalmente, «Divertirse hasta morir». Se trata de su ensayo más conocido, publicado en 1985. Parte de las ideas de Marshall Mac Luhan y de su aforismo «El medio es el mensaje» y muestra como la era de la comunicación electrónica (la televisión) sucede a la era del impreso. Postman demuestra que esa sucesión modifica profundamente la sociedad humana. Postman piensa que la forma televisiva fuerza las cadenas a presentar cualquier programa, sea cual sea su contenido, como un espectáculo. Muestra que la fuerza de un programa de televisión no está ligada al contenido sino a la imagen y a su puesta en escena.
El libro también introduce varias ideas innovadoras como el ratio entre la información y la acción que describe la utilidad de una información para el que la recibe. Postman explica que utilizando ese ratio, la utilidad de las informaciones que recibimos no ha parado de bajar desde la Edad Media. Hoy en día, las informaciones que recibimos a través de la televisión tan solo son distracciones sin importancia.
Introduce la idea de trivialización de la cultura a través de la abundancia de información, idea que desarrollará en Tecnópolis donde lo asimila a un «SIDA cultural». Argumenta que el papel de la cultura consiste en seleccionar las informaciones que autoriza a entrar en su seno para permitir su preservación. La televisión imposibilita esa selección de informaciones, numerosas publicidades utilizan un lenguaje agresivo hacia las creencias culturales (pone como ejemplo la utilización de Jesucristo para vender productos). En consecuencia, las estructuras que estabilizaban las sociedades quedan debilitadas y la capacidad para seleccionar la información disminuye todavía más, hasta el punto que ya nada tenga sentido.
Divertirse hasta morir ha sido traducido en ocho idiomas. Se han vendido más de 200 000 copias a través del mundo.
El músico de rock Roger Waters se inspiró en el libro de Postman para realizar el álbum Amused To Death en el que pone en escena un mundo en el cual todo es espectáculo, incluso la muerte y la guerra. Los textos de Waters parecen absurdos a primera vista, pero a través de las técnicas de puesta en escena y de una dramaturgia muy elaborada (completada por técnicas teatrales en los conciertos en directo), los textos contienen una carga emocional muy fuerte. Esa carga transmite las ideas de Postman sin utilizar en ningún momento el registro de la razón. Así se demuestra que el show business cambia la naturaleza de la transmisión de la información (de la razón hacia la emoción) pero también que esos saltos pueden provocar un efecto muy potente en el espectador hasta el punto de influenciarlo sin que el mensaje del emisor sea claro a primera vista.

### Tecnópolis
Tecnópolis: la rendición de la cultura a la tecnología es otro libro esencial del autor. Según Postman, una «tecnópolis» es una sociedad en el seno de la cual la tecnología detenta el monopolio sobre la totalidad de los asuntos humanos. Es una sociedad que cree que la principal meta del pensamiento y el trabajo humano es la eficiencia; en el que el cálculo tecnológico pretende ser superior al juicio humano; y en el que los problemas sociales se abordan exclusivamente mediante el juicio de los «expertos», en detrimento de una participación política efectiva de la población en las decisiones que afectan al modo de vida. También es una sociedad anestesiada que jamás se detiene a valorar los posibles efectos negativos de las innovaciones tecnológicas.
Postman asegura que los Estados Unidos están poblados por una mayoría de tecnófilos incapaces de ver los puntos negativos de la tecnología. La consecuencia es que la sociedad americana ha perdido su capacidad para controlar su desarrollo tecnológico. Además, con el aumento de las comunicaciones electrónicas, la cantidad de información disponible es cada vez más importante. Postman escribe : «La información se convierte en una forma de deshecho, no solo incapaz de responder a las cuestiones humanas fundamentales sino incluso incapaz de responder a los problemas más terrenales». (Postman, 1992.)
Postman ha sido tachado de ludita, pero él mismo criticó la oposición ciega a la tecnología en Divertirse hasta morir.

## En el ámbito de la educación
Durante los años 70 colaboró con el educador Alan Shapiro en el desarrollo de un modelo de escuela basado en los principios expresados en la  Enseñanza como una actividad subversiva. El resultado fue el "Programa para la investigación, la participación y el estudio independiente" en el Instituto de Educación Secundaria de New Rochelle. Este experimento de una "escuela abierta" se mantuvo durante 15 años. 
En los siguientes años posteriores se desarrollaron muchos otros programas que seguirían estos principios en todos los Institutos de Educación Secundaria de Estados Unidos. Entre los que mantienen estos programas en activo, se encuentra la Village School de Great Neck (Nueva York).
Durante una entrevista en 1995 en La hora de MacNeil/Lehrer, Postman habló sobre su oposición al uso de ordenadores personales en las escuelas. Defendió que la escuela era un lugar para aprender como un grupo unido y cohesionado y no un lugar donde se use el aprendizaje individualizado. Preocupado por esto añadió, que este tipo de tecnologías terminaría por eliminar la socialización de los individuos como ciudadanos y como seres humanos.